# Urs Berner
Urs Berner (* 17. April 1944 in Schafisheim) ist ein Schweizer Journalist und Schriftsteller. 

## Leben und Werk

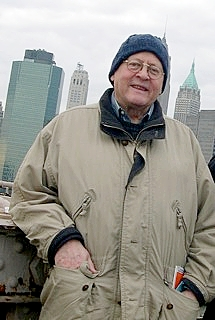
Urs Berner 2009 in New York

Urs Berner stammt aus einer Bauernfamilie aus einem kleinen Dorf im aargauischen Seetal. Er besuchte die Bezirksschule im nahegelegenen Seon und anschliessend das Lehrerseminar in Wettingen. Danach war er als Primarlehrer tätig und studierte dann einige Semester Geschichte an der Universität Zürich. Später arbeitete er als Inlandsredaktor bei einer Schweizer Tageszeitung, lebte dann als Journalist in London, bevor er sich als freier Schriftsteller in Zürich niederliess. Er lebt und arbeitet seit 1983 in Bern und schreibt Romane und Erzählungen.
Berner reiste viel und weilte für längere Aufenthalte in Frankreich, Spanien, Grossbritannien, Italien, Portugal, Tschechien, Irland und Südamerika. Ein Grundthema von ihm ist das Fussfassen mit den eigenen Wurzeln in der nahen und fernen Fremde. Er ist ein Geschichtenerzähler, der eigenwillige Figuren mit liebevoller und genauer Anteilnahme begleitet, sei es im Dorf, in der Grossstadt, im Einkaufszentrum, im Kulturhaus oder auf der Insel. Dabei vermischen sich die reichen Welten der Fantasie mit der Atmosphäre einer genau beobachteten Wirklichkeit.

## Auszeichnungen
- 1980: Preis der Schweizerischen Schillerstiftung
- 1980: Werkjahr der Stadt Zürich
- 1985: 1. Preis im Kurzgeschichtenwettbewerb des Schweizerischen Schriftstellerverbandes
- 1990: Werkbeitrag der Binz Stiftung mit Aufenthalt im Tyrone Guthrie Centre Annamakherrig Irland
- 2000: Werkbeitrag des Aargauer Kuratoriums mit Aufenthalt in Prag
- 2002: Aufenthaltsstipendium der Stiftung  Künstlerdorf Schöppingen
- 2005: Ateliergast im Literaturhaus Krems Niederösterreich

## Werke
- Purzelbaum rückwärts. Sauerländer, Aarau 1972, ISBN 3-7941-0145-6.
- Der Nachmittag auf dem Zimmer. Geschichten. Sauerländer, Aarau 1975, ISBN 3-7941-1438-8.
- Friedrichs einsame Träume in der Stadt am Fluss. Sauerländer, Aarau 1977, ISBN 3-7941-1546-5.
- Fluchtrouten. Roman. Steinhausen, München 1980, ISBN 3-8205-5822-5.
- Wunschzeiten. Roman. Benziger, Zürich 1985, ISBN 3-545-36412-7.
- Das Wunder von Dublin. Erzählungen. Benziger, Zürich 1987, ISBN 3-545-36454-2.
- Die Lottokönige. Roman. Edition Erpf bei Neptun, Kreuzlingen 1989, ISBN 3-256-00118-1.
- Irisches Labyrinth. Roman. Neptun, Kreuzlingen, 2004, ISBN 3-85820-203-7.
- Himmelsspiel. Roman. Neptun, Kreuzlingen 2006, ISBN 3-85820-208-8.
- Fussfassen schmerzt. Roman. Neptun, Kreuzlingen 2012, ISBN 978-3-85820-305-2.
- Tschogglit – und elf andere Feinheiten. Neptun, Kreuzlingen 2014, ISBN 978-3-85820-310-6.
- Die zweite Erschütterung. Roman. Neptun, Interlaken 2017, ISBN 978-3-85820-321-2.
- Zu zweit einmalig. Roman. Neptun, Bern 2022, ISBN 9783-85820-328-1.